# Avit
|  | Per a altres significats, vegeu «Avit (desambiguació)». |

Marc Mecili Avit (en llatí: Marcus Maecilius Avitus), conegut simplement com a Avit, fou un emperador de l'Imperi Romà d'Occident de curta durada (455-456). El seu amic, Teodoric II (rei dels visigots), el va col·locar al tron vacant, després del saqueig de Roma pels vàndals, però al cap d'uns mesos fou deposat pel general Ricimer i va tornar a la vida privada, fent-se capellà i exercint com a bisbe de Placència.

## Orígens
Avit era descendent d'una família noble d'Alvèrnia. El seu pare era possiblement Flavi Juli Agrícola, el cònsol de l'any 421. Avit tenia dos fills: un anomenat Agrícola (que tenia el títol de vir illustris) i Ecdici Avit (que va tenir els títols de patricius i magister militum amb l'emperador Juli Nepot) i una filla, Papianil·la, (que es va casar amb Sidoni Apol·linar, les cartes i panegírics del qual són una important font documental per l'estudi sobre Avit i la seva època).
De jove va estudiar literatura i jurisprudència i va practicar esports i alguna activitat militar.
Per diverses vegades fou ambaixador davant la cort visigoda, primer el 425 per demanar l'alliberament d'un amic que estava pres a la cort de Teodoric I de Tolosa. En aquesta visita va guanyar-se el favor de Teodoric el qual el va convidar el 439 perquè li fes de mestre de literatura al seu fill.
Després d'haver obtingut prestigi com a civil, es va dedicar a la carrera militar. Va servir sota el mestre dels soldats Aeci en la campanya contra els iutungs i els nòrics (430/431) i contra els burgundis (436). El 437, fou noment vir ilustris i va tornar a Alvèrnia, on va assumir el títol magister militum de les Gàl·lies. En les funcions d'aquest càrrec va presentar batalla a un contingent d'huns que feien pillatge en la rodalia de Nemetum. També es va enfrontar a les tropes de Teodoric i el va obligar a abandonar el setge que feia a la ciutat de Narbona. El 439 va esdevenir prefecte del pretori de les Gal·lies, va visitar el rei dels visigots per renovar el tractat d'amistat.
A començaments d'estiu del 440 es va retirar a la seva vil·la de Nemetum. Allà va romandre fins al 451, quan els huns, guiats per Àtila van envair l'imperi. Aeci va enviar Avit a visitar Teodoric per convèncer-lo de lluitar junts contra els huns, que van derrotar en la batalla dels Camps Catalàunics, però el sobirà visigot va perdre la vida.

## Ascens al tron
A la fi de la primavera del 455, Avit fou reclamat per l'emperador Petroni Màxim, que havia encoratjat els assassinats d'Aeci i Valentinià III, el va nomenar novament magister militum (probablement praesentalis) i el va enviar en missió diplomàtica a la cort de Teodoric II (rei dels visigots), que havia succeït al seu pare, a Tolosa. Probablement l'objectiu de la missió seria confirmar el nou sobirà i els visigots en l'estatus de federats i assegurar-se del suport cap al nou emperador roma.
Estant allà va rebre notícies del saqueig de Roma pels vàndals i de la mort de Petroni Màxim. Teodoric II el va dir que només ell era digne de ser el nou emperador romà i ho va proclamar a Tolosa el 9 de juliol. Avit va rebre l'aclamació dels caps gals reunits a Viernum, i una ciutat propera a Arelate, i cap al 5 d'agost es va encaminar cap a Roma, on va rebre el reconeixement del senat i l'acceptació de Majorià i Ricimer, comandants del que quedava de l'exèrcit d'Itàlia. Després va tornar a la Gàl·lia on s'hi va estar uns tres mesos per tal de consolidar el seu poder, reclutant un exèrcit probablement amb un contingent got. Llavors es creu que va passar pel Nòric a restaurar el poder imperial; tot segut va anar a Ravenna, on va deixar un contingent got comandat per un visigot anomenat Remist, al qual va nomenar patrici i magister militum. El 21 de setembre, va entrar a Roma.

## Consolidació del poder
El poder d'Avit depenia de l'actitud de les principals forces en el tauler de joc a l'Imperi d'Occident. Al nou emperador li calia guanyar-se el suport tant de les institucions polítiques, com el senat romà i l'emperador d'Orient Marcià, i també la dels components militars, en aquest cas els generals de l'exèrcit romà Majorià i Ricimer i la del vàndals de Genseric.
L'1 de gener del 456 va seguir la tradició de proclamar-se cònsol, però no va ser reconegut pels cònsols de la cort de Constantinoble, però això no va impedir que hi hagués una bona relació entre ambdós imperis.

## Política exterior
Les incursions dels vàndals era un problema que preocupava també a l'emperador d'Orient el qual va enviar tropes a defensar les costes d'Itàlia. Inútilment Avit va provar de renovar el tractat estipulat entre Genseric i Valentinià III l'any 442 i es va veure obligat a preparar-se confiant en les forces aliades. Els atacs dels vàndals es van reprendre el març del 456, malgrat una ulterior ambaixada de Marcià, amb la destrucció de Càpua; Avit va encarregar a Ricimer la defensa de Sicília i les forces romanes van aconseguir derrotar els vàndals en dues batalles successives, una a prop d'Agrigento i una naval a Còrsega.
El preu que Teodoric va posar al seu suport incloïa els metalls preciosos dels ornaments públics d'Itàlia Durant el seu regnat els visigots d'Hispània es van expandir per gairebé tota la peninsula Ibèrica sense demanar permís a l'emperador romà. El 455 Avit va enviar un ambaixador, el comes Fronton, que va parlar amb els sueus ja establerts a Hispània. També va demanar a Teodoric II que intercedís amb els sueus perquè declaressin la seva lleialtat als romans i acceptessin l'estatus de federats, però no va servir de res. Les tropes de Teodoric es van enfrontar als sueus a la Hispània Tarraconensis romana. Els visigots van derrotar Requiari, rei dels sueus en la batalla del riu Órbigo (Urbicus), a dotze milles de l'actual Astorga, el 5 d'octubre del 456, de la que Requiari, malferit es refugia a la Gallaecia mentre Teodoric saquejava Bracara Augusta, i finalment executa Requiari i finalment els sueus es van sotmetre com a federats.

## Caiguda del poder
Mentrestant, creixia el ressentiment de la població romana contra Avit. L'emperador, d'origen gal·loromà, havia concedit molts càrrecs importants de l'administració pública a membres de l'aristocràcia gal·loromana. A la ciutat de Roma hi havia escassetat d'aliments des del saqueig del 455 especialment de cereals que no podien arribar per mar com era costum, ja que els vàndals controlaven la Mediterrània. Les arques de l'Estat estaven buides, i quan es va acomiadar els soldats visigots, l'emperador, sota la pressió de la gent, se'ls va pagar amb els diners obtinguts de la venda del metall d'algunes estàtues de bronze, foses amb aquest propòsit. tots aquests esdeveniments no van fer més que augmentar la impopularitat d'Avit.
Aprofitant el malcontentament popular, l'allunyament de les tropes de l'emperador i el prestigi derivat de les darreres victòries, el general Ricimer i el comes domesticorum Majorià es van rebel·lar i Avit fou obligat a marxar de la ciutat, que es va refugiar anant cap al nord. Ricimer va convèncer el senat de deposar Avit i van condemnar a mort Remist, el magister militum, al qual van assassinar a Ravenna, al Palau in Classis, el 17 de setembre del 456.
Avit va nomenar Messià en substitució de Remist, el qual ja l'havia ajudat en una missió. Messià va reclutar un exèrcit i es va enfrontar amb Ricimer a Placència. L'exèrcit de Ricimer molt més nombrós, va efectuar una gran massacre, després de la qual Avit va fugir (17 o 18 d'octubre). Ricimer i Majorià van decidir perdonar la vida a l'emperador i el van obligar a fer-se consagrar bisbe de Placència, cerimònia que va efectuar el bisbe de Milà, Eusebi.

## Mort
La mort d'Avit va passar en circumstàncies poc clares l'any 457. Avit era considerat un perill: en algunes zones de l'imperi era encara considerat l'emperador, i les fonts documentals esmenten que a la Gàl·lia va haver una temptativa de cop d'estat per part d'un tal Marcel, potser amb l'objectiu de fer retornar Avit al tron.
El senat romà el va condemnar a mort i va haver de fugir al santuari de Sant Julià a l'Alvèrnia, on va morir poc després. Segons Gregori de Tours, Avit va morir durant el viatge; però altres fonts diuen que Majorià el va matar, escanyant-lo o potser fent-lo morir de fam.
Fou sebollit a Briude, al costat de la tomba de sant Julià.